# 方便 (佛教)
方便（藏語：ཐབས་，威利转写：thabs），又稱善巧方便、善權方便等，音譯烏波野、漚和、傴和，佛教術語，意為用各種權宜辦法引導眾生進入於佛道。有時也稱方便勝智（羅馬化：upāya-jñāna-kuśalaḥ，羅馬化：upāya-kaushályam；藏語：ཐབས་ཤེས་པ་ལ་མཁས་པ།，威利转写：thabs shes pa la mkhas pa，或藏語：ཐབས་ལ་མཁས་པ།，威利转写：thabs-la-mkhas-pa），音譯漚和俱舍羅、傴和俱舍羅、憂婆嬌舍羅。

## 詞源
梵語upāya本義為方法、辦法、教導法，在佛教中用作權宜之法。漢地譯作方便，方爲方法，便為便用。
另外，為修正行之預備前行，譯作加行，舊譯又作方便，其梵語為prayoga，而非權巧方便、善巧方便的梵語upāya。

## 大乘辨义
大乘佛教認為說明佛的道理,不一定要使用语言，传法者甚至可以言語道斷，由此建立两种方便。
第一种方便义同权宜、能力，佛弟子应该将它们用于解脱众生，一切语言的教义都属于这种方便。善用方便的佛弟子是模范。
第二种方便义同入口，狭义上指判教体系下不同教下的连接，广义上指结缘。一种教义并不真实，但修习这种教义却能让人接触到更真实的教义，这个教义就是方便出现的；邀请他人与传教无关，但邀请他人让人更容易被传教，这个邀请就基于方便的名义。
如，某甲追殺某乙，某乙从菩薩面前逃過，某甲尾隨而至，問菩薩：「某乙逃往何道？」若菩薩如實回答，可能會害某乙被殺，在這種情況下，菩薩可以「方便妄語」答非符實，幫助某乙逃命。雖方便法為戒律之開緣，但仍可能造業，因此要謹慎運用。比如，《大般涅槃经》提到，释迦牟尼佛在因地修行时，用各种方便法斥责作恶众生，止行十恶，令行十善，趋入佛道，因此在成佛後，感召来外道的恶骂诋毁。另外，方便法可能成為破壞戒律的藉口，因濫用而導致惡劣的後果，因此有「方便出下流」之說。
為避免犯戒，方便法的運用需要攝於四摄法，即慈悲、爱语、利行、同事。

## 分類
1. 體外方便[8]
2. 體內方便[8]